# Southsea
Southsea este un oraș și o stațiune turistică litorală în comitatul Hampshire, regiunea South East England, Anglia. Orașul este administrat de către autoritatea unitară Portsmouth, fiind, alături de orașul Portsmouth, una dintre cele mai importante localități din conurbația acestuia. 